# Kubousa
Kubousa är ett släkte av skalbaggar som ingår i familjen Melolonthidae. Släktet förekommer i södra Afrika. Larverna lever i jorden och äter växtrötter, medan imago oftast uppträder på blommor.
Arter enligt Catalogue of Life:
- Kubousa antennata
- Kubousa axillaris
- Kubousa colvillei
- Kubousa elegans
- Kubousa elkiana
- Kubousa gentilis
- Kubousa nikolaji
- Kubousa robertsoni
- Kubousa venusta
- Kubousa zawari